# Chromocyphella burtii
Chromocyphella burtii är en svampart som beskrevs av W.B. Cooke 1961. Chromocyphella burtii ingår i släktet Chromocyphella och familjen Inocybaceae.   Inga underarter finns listade i Catalogue of Life.